# Opération Orchard
L'opération Orchard (en hébreu : מבצע בוסתן) est une opération militaire exécutée par l'armée de l'air israélienne le 6 septembre 2007 sur un bâtiment proche de Halabiyé, dans le gouvernorat de Deir ez-Zor en Syrie,.

## Déroulement du raid

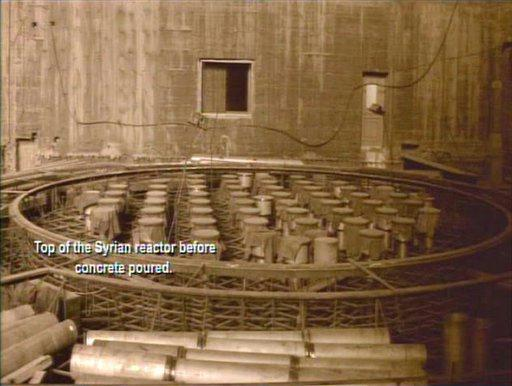
Photo censée représenter le réacteur syrien en construction.

L'opération a mobilisé 8 avions de combat, des chasseurs-bombardiers F-15I et des F-16 servant d'escorte, qui après avoir survolé le littoral syrien et la frontière turque ont largué à 0h42 (UTC+03:00) un total de 17 tonnes de bombes sur leur objectif, guidés par une équipe des forces spéciales au sol.
Elle a détruit un bâtiment en Syrie, lequel abritait selon les autorités israéliennes un réacteur graphite-gaz construit avec l'aide de la Corée du Nord et devant servir à la production de plutonium militaire. Le régime syrien annonce alors une simple attaque sur un « site militaire d’importance mineure ». Le gouvernement syrien a toujours démenti avoir construit un réacteur nucléaire. Le site, surnommé le réacteur de Al-Kibar et le Cube, situé dans le gouvernorat de Deir ez-Zor, a été bombardé un peu avant minuit, heure locale. Dix ingénieurs nord-coréens ont été tués lors de l'attaque.
Des unités de missiles balistiques des forces syriennes équipées d'armes chimiques ont été mises en alerte mais finalement le gouvernement syrien n'a pas répliqué.

## Réactions internationales

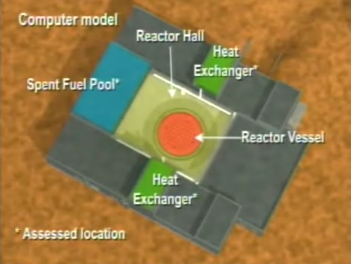
Diagramme du réacteur d'Al Kibar selon la CIA.

Douze jours après l'attaque, le gouvernement nord-coréen a démenti avoir aidé la Syrie à développer des armes nucléaires.
Les États-Unis affirment que le site de Al-Kibar servait à fabriquer des armes nucléaires. Néanmoins, les tests préliminaires effectués par l'Agence internationale de l'énergie atomique (AIEA) ne lui ont pas permis de le démontrer,, mais le site a vite été nettoyé par les autorités, ce qui a nourri les suspicions et compliqué le travail de l'AIEA.
Le 28 avril 2010, le directeur général de l'AIEA Yukiya Amano a déclaré que la cible était bien le site caché d'un réacteur nucléaire futur, contrairement aux assertions syriennes.
Le 21 mars 2018, l'État israélien admet officiellement avoir détruit l'installation nucléaire,,.